# Газета Гатцука
«Газета Гатцука» — политико-литературная, художественная и ремесленная газета, еженедельно издавалась в Москве с 1875 года под названием: «Газета, еженедельное иллюстрированное прибавление к Крестному календарю», а начиная с № 43 этого же года под названием: «Газета А. Гатцука».

## История
Впервые газета увидела свет в 1875 году, благодаря своему основателю, издателю и редактору Алексею Гатцуку — известному археологу, публицисту и писателю.
В период с 1883 по 1884 годы была запрещена её розничная продажа.
После смерти Алексея Гатцука в 1890 году выход газеты прекратился.

## Содержание
Газеты была создана «по образу и подобию» основателя, и отображала его разносторонние интересы.
В газеты были разделы о различных событиях, о публикациях в других изданиях, проза, поэзия, различные заметки и городские новости.